# チェ・アダムス
チェ・ザック・エヴァートン・フレッド・アダムス（Ché Zach Everton Fred Adams，1996年7月13日 - ）は、イングランド・レスター出身のサッカー選手。セリエA・トリノFC所属。スコットランド代表。ポジションはフォワード。

## 経歴
2014年11月14日、シェフィールド・ユナイテッドFCと2年契約を結んだ。EFLカップのサウサンプトンFC戦でハーフタイムにジャマル・キャンベル・ライスとの交代でハーフタイムより途中出場してプロとしてデビューを果たした。EFLカップのトッテナム・ホットスパーFC戦でプロ初ゴールを含む2得点を記録した。
2016-17シーズンは開幕直前にバーミンガム・シティFCに3年契約で移籍した。2016年8月16日のウィガン・アスレティックFC戦でデビューした。移籍初年度の2016-17シーズンは、公式戦42試合で7ゴールを挙げた。リーグ戦最終節のブリストル・シティFC戦ではチームをEFLチャンピオンシップ残留に導くゴールを挙げた。2018-19シーズンはリーグ戦22ゴールを挙げて、EFLチャンピオンシップ年間最優秀選手にノミネートされた。
2019年7月1日、サウサンプトンFCに1500万ユーロで移籍した。
2024年7月23日、トリノFCに3年契約で移籍した。

## スコットランド代表
2021年3月にスコットランド代表に初招集され、29日のオーストリア戦で代表デビュー。UEFA EURO 2020の代表にも選出された。
UEFA EURO 2024に選出

## 個人成績

### 代表
試合数
- 国際Aマッチ 33試合 6得点（2021年 - ）

| スコットランド代表 | 国際Aマッチ | 国際Aマッチ |
| 年                 | 出場        | 得点        |
| ------------------ | ----------- | ----------- |
| 2021               | 13          | 4           |
| 2022               | 9           | 1           |
| 2023               | 5           | 0           |
| 2024               | 4           | 1           |
| 通算               | 33          | 6           |

得点
| # | 開催日         | 開催地                                       | 対戦国         | スコア | 結果 | 大会                          |
| - | -------------- | -------------------------------------------- | -------------- | ------ | ---- | ----------------------------- |
| 1 | 2021年3月31日  | グラスゴー、ハムデン・パーク                 | フェロー諸島   | 3-0    | 4-0  | 2022 FIFAワールドカップ・予選 |
| 2 | 2021年6月6日   | ルクセンブルク市、スタッド・ヨジー・バーテル | ルクセンブルク | 0-1    | 0-1  | 親善試合                      |
| 3 | 2021年11月12日 | キシナウ、スタディオヌル・ジンブル           | モルドバ       | 0-2    | 0-2  | 2022 FIFAワールドカップ・予選 |
| 4 | 2021年11月15日 | グラスゴー、ハムデン・パーク                 | デンマーク     | 2-0    | 2-0  | 2022 FIFAワールドカップ・予選 |
| 5 | 2022年6月14日  | エレバン、ハンラペタカン・スタジアム         | アルメニア     | 1-4    | 1-4  | UEFAネーションズリーグ2022-23 |
| 6 | 2024年6月3日   | ファロ/ローレ、エスタディオ・アルガルヴェ    | ジブラルタル   | 2-0    | 2-0  | 親善試合                      |